# Hentzia footei
Hentzia footei là một loài nhện trong họ Salticidae.
Loài này thuộc chi Hentzia. Hentzia footei được Alexander Petrunkevitch miêu tả năm 1914.